# Kannon de Kamaishi
Kannon de Kamaishi est une statue de 48,5 mètres de haut d'un Guanyin debout qui se trouve à Kamaishi, au Japon. La construction de la statue a été terminée en 1970. Elle repose sur une base de 27 mètres de haut, portant à une hauteur totale de 75,5 mètres le monument. Elle est en 2019 quarante-troisième plus grande statue au monde.